# Kincolith
Kincolith /=place of scalps,/ misijsko selo na Nass Inletu u Britanskoj Kolumbiji, Kanada, danas poznato kao Gingolx (Ging̱olx). Utemeljeno je 1867. a naseljava ga skupina Niska Indijanaca poznata pod tradicionalnim imenomkao Kithateh ili Gitrhatin. Polovica sela 1893. izgorila je u požaru. Prva kristova crkva je izgrađena 1900., a nova je podignuta 1992.

## Vanjske poveznice
- Kincolith  Arhivirana inačica izvorne stranice od 9. svibnja 2008. (Wayback Machine)